# Cycas rumphii
Cycas rumphii é uma espécie de cicadófita do género Cycas da família Cycadaceae, nativa da China (possívelmente), Sri Lanka, Indonésia, Malásia, Papua-Nova Guiné, Guão, Fiji, Nova Caledónia e Ilhas Salomão. Esta espécie tem importância ornamental e dela é extraído amido usado na alimentação humana. Segundo dados de 2010, a população tende a descrescer.